# Groupe de recherche d'Art visuel
Le Groupe de Recherche d'Art Visuel ou GRAV est un collectif d'artistes, créé en 1960 à Paris et auto-dissout en 1968. Le GRAV implique le spectateur dans le processus de l’œuvre et efface la figure de l'artiste. C'est un des mouvements contestataires et radicaux les plus importants en France, des années 1960.

## Formation du GRAV
En 1960, François Morellet, Joël Stein, Héctor García Miranda, Yvaral exposent ensemble sous le nom de Motus à la galerie Azimut à Milan puis à Padoue et à Bruxelles. Horacio Garcia Rossi, Hugo Demarco, Sergio Moyano, Julio Le Parc et Francisco Sobrino rejoignent le groupe pour l'expo de Bruxelles. Les membres du groupe Motus renoncent à signer leurs œuvres pour les attribuer au groupe et déclarent mener une recherche plastique sans objectif commercial.   
Cependant, certains artistes notamment en situation précaire se tiennent à côté de leurs œuvres personnelles lors des vernissages. Vera Molnár et François Morellet reconnaissent plus tard qu'il était plus facile de rejeter le marché de l'art lorsque l'artiste dispose d'autres sources de revenus. François Molnár percevait un salaire du CNRS. François Morellet occupait un poste à la direction de l’usine de jouets paternelle.  
Quelques mois après les expositions du groupe Motus, Horacio Garcia Rossi, Julio Le Parc, François Morellet, Francisco Sobrino, Joël Stein, Yvaral, Vera Molnár, François Molnár, Hector Garcia Miranda et Hugo Demarco forment le groupe CRAV pour Centre de Recherche d’Art Visuel. Les dissensions se font jour rapidement sur la notion d'anonymat et sur le lieu partagé rue Beautreillis à Paris. S'agit-il d’œuvres individuelles non signées ou d’œuvres revendiquées collectivement par le groupe ? Quant à la rue Beautrellis, s'agit-il d'un laboratoire pour les artistes ou d'un lieu d'exposition pour la presse et les critiques ?  Vera et François Molnár, Hector Garcia Miranda et Hugo Demarco quittent le groupe sur ces questions. En 1961, le CRAV devient le GRAV autour de six artistes Horacio Garcia Rossi, Julio Le Parc, François Morellet, Francisco Sobrino, Joël Stein et Yvaral.  
Le GRAV retient deux principes fondamentaux : la figure de l'artiste doit disparaître. L’œuvre est achevée lorsque le public s'en empare. En janvier 1961, le groupe élabore les premières propositions. D'autres groupes comme le Gruppo N (it) à Padoue, le Gruppo T (it) à Milan, l'Equipo 57 (es) pour l'Espagne ou le groupe Zéro en Allemagne ont des préoccupations similaires.  

## Réalisations du GRAV
Le GRAV va réaliser des mises en situation appelés labyrinthes dans lesquelles les interventions de chaque artiste est anonyme. Il invite le spectateur à s'impliquer, interagir et devenir acteur de l’œuvre. Les membres du GRAV vont utiliser le plastique, le métal, la lumière artificielle, le mouvement mécanique et les effets optiques.    
Le premier Labyrinthe, est présenté en 1963 à la Biennale de Paris. Il s'agit d'un espace au sein d'un musée dans le hall où les règles du musée ne s'appliquent pas. À l'entrée du labyrinthe, il est indiqué « Entrez, cassez ». Le spectateur est placé au milieu de l'expérience. Il est invité à suivre un parcours composé de vingt installations : reliefs muraux, dispositifs installations lumineux. Cette œuvre remporte le premier prix des travaux d'équipe. Le GRAV défend l'idée que les réactions des spectateurs ont des implications sociales.  
Le GRAV réalise des œuvres collectives pendant huit ans. Cependant, l'artiste ne disparaît pas complètement. Chaque membre du groupe continue à produire des œuvres individuellement. Julio Le Parc présente une installation Luna Parc au pavillon argentin à la Biennale de Venise en 1966. Il reçoit le Grand Prix International de Peinture. Cette distinction soulève des tensions au sein du groupe.  
Le 19 avril 1966, le GRAV crée à Paris Une journée dans la rue où ils invitent le public de passage à s'impliquer dans diverses activités cinétiques. Avec cette intervention, l'art quitte le musée et descend dans la rue. Le parcours débute à 8 heures du matin avec la remise de cadeaux aux passants, à l'entrée du métro Châtelet. A 10h, le public est invité à monter et démonter les structures évolutives des Champs-Élysées. A midi, des objets cinétiques habitables peuvent être manipulés, et à 14h un kaléidoscope géant est mis à disposition des passants tandis que des ballons flottent dans la fontaine. À 18h les passants sont invités à marcher sur des dalles mobiles à Montparnasse. Pour le GRAV, le public traverse les rues de la ville tous les jours avec des habitudes et des actions qui se répètent quotidiennement. « Nous pensons que la somme totale de ces gestes routiniers peut conduire à une totale passivité, et créer un besoin général de réaction. »
La dernière proposition du GRAV a lieu en mai 1968, à la Maison de la Culture de Grenoble. L'exposition ferme au bout d'une semaine en raison du mouvement politique et contestataire de mai 1968. En juin 1968, le GRAV exclue Julio Le Parc qui s'est tourné vers la peinture. Le GRAV se dissout en décembre 1968.  
En 2010, le Musée d’art et d’histoire de Cholet reproduit le labyrinthe de 1963. Il s'agit en partie d'une réplique. Certains dispositifs du labyrinthe datent de 1963.

## Citations
- « S'il y a une préoccupation sociale dans l'art actuel, elle doit tenir compte de cette réalité bien sociale : le spectateur. »

## Installations
- Assez de mystifications 1, deuxième Biennale de Paris, 1961
- Labrinthe I, troisième Biennale de Paris, 1963
- Cinquième biennale, Saint-Marin, 1963
- Documenta 3, Cassel, 1964
- Labyrinthe II, quatrième Biennale de Paris, 1965
- Labyrinthe III, The Contempories, New York, 1965
- Kunst Licht Kunst, Stedelijk Van Abbe Museum, Eindhoven, 1966
- Proposition pour une salle de jeu, Indica, Londres
- Une journée dans la rue, Paris, 1966
- Lumière et mouvement, musée d’art moderne de la Ville, Paris, 1967
- Participation, Museum am Ostwall, Dortmund, 1968
- Cinétisme environnement spectacle : le problème des groupes, Maison de la Culture de Grenoble, Grenoble, 1968